# Tondo Taddei
O Tondo Taddei ou A Virgem e o Menino com o infante São João é um tondo de mármore em relevo (composição circular) da Madona, o Menino e São João Batista, do artista renascentista italiano Michelangelo Buonarroti. Está na coleção permanente da Royal Academy of Arts em Londres, e é a única escultura em mármore de Michelangelo na Grã-Bretanha. Uma "demonstração perfeita" de sua técnica de escultura, o trabalho oferece um "poderoso ímpeto emocional e narrativo".

## História
O tondo remonta à época de Michelangelo em Florença, antes de sua mudança para Roma em 1505. De acordo com Vasari, enquanto trabalhava em seu David, "também nessa época ele esboçou, mas não terminou dois tondi de mármore, um para Taddeo Taddei, hoje em sua casa, e para Bartolomeo Pitti, ele começou outro ... tais obras foram consideradas excelentes e admiráveis".
No canto inferior direito do verso do relevo está uma ligadura que combina as letras L e A, talvez a marca de outro escultor ou negociante, e mais provavelmente as iniciais de Lapo d'Antonio di Lapo, atuante na Opera del Duomo e por um curto período em 1506/7, um dos assistentes de Michelangelo. Um golpe de cinzel na parte de trás, aparentemente na fase inicial, resultou em uma fenda na face da Virgem, que pode somente ter se tornado aparente à medida que o trabalho progredia. Não se sabe se Michelangelo, conhecido pela preocupação com seus materiais, ficou  limitado pela escassez de alternativas prontas ou  mais propenso a aceitar as imperfeições, confiante em sua capacidade de contorná-las, após o sucesso com o bloco danificado de sua obra David. O segmento que falta no canto inferior direito pode ser o resultado de um excesso de seu célebre "ataque direto", enquanto os cinco orifícios na borda externa têm diferentes datas e foram destinados a fixações.
Em 1568, o tondo ainda estava no Palazzo Taddei, mas em 1678 a família havia se mudado para um novo endereço perto de San Remigio. Em uma data desconhecida, o tondo foi levado para Roma, onde Jean-Baptiste Wicar vendeu a obra em 1822 para Sir George Beaumont. Inicialmente pendurado na casa de Beaumont na Grosvenor Square, em Londres, foi legado à Academia em 1830 e instalado na Somerset House, antes de se mudar com a Academia para a ala leste do novo edifício da Galeria Nacional em 1836. Lá permaneceu até a Academia se mudar para Burlington House em 1868. Desde então, foi alojado e exibido em vários locais dali, exceto por uma exposição no Victoria and Albert Museum em 1960. A descoberta da fina rachadura que atravessa a metade superior do mármore contribuiu para a decisão, em 1989, de fornecer um lar permanente para o tondo. Posteriormente, o tondo foi limpo com diclorometano e cataplasmas de argila para remover resíduos de moldes de gesso do século XIX e seus agentes desmoldantes à base de óleo, materiais de embalagem, vestígios de adesivos de cera de abelha e resina de pinheiro e outros acréscimos na superfície. O tondo foi deixado sem cera e nenhum outro revestimento foi aplicado, pois a obra não foi "finalizada" e não foi originalmente polida. Desde a abertura da Sackler Wing of Galleries em 1991, o tondo está em exibição pública gratuita numa área especificamente construída no último andar. Está posicionado, por razões de conservação preventiva, atrás de um vidro protetor, combatendo assim os efeitos da poluição do ar e a possibilidade de vandalismo.

## Descrição
O tondo, como formato de pintura e escultura em relevo, era um produto por excelência do Renascimento Florentino. Por um século, a partir 1430 aproximadamente, todos os principais artistas, incluindo Filippo Lippi, Botticelli, Luca Signorelli, Piero di Cosimo, Fra Bartolomeo, Andrea del Sarto, Leonardo da Vinci (em um trabalho perdido) e Rafael, pintaram tondi. Nos mesmos poucos anos em que Michelangelo executou sua única pintura em painel documentada em fontes contemporâneas, o tondo Doni, ele esculpiu os tondi Pitti e Taddei - mas não voltou à forma.
O tondo mostra a Virgem Maria sentada, com o Menino Jesus em seu colo em uma posição um tanto desajeitada e dinâmica, virando o olhar por cima do ombro direito em direção ao infante São João Batista. O santo está de pé à esquerda, olhando para baixo e segurando um pássaro esvoaçante. Em termos de composição, o olhar do espectador percorre uma linha diagonal ao longo do corpo de Cristo apoiado no de sua mãe. Ela, por sua vez, observa João, e da face dele retorna-se para o Cristo. João, santo padroeiro de Florença, com seu símbolo remetendo à pia batismal, cruza os braços, talvez em alusão à cruz. Provavelmente é um pintassilgo, não uma pomba, que ele segura - o simbolismo cristão vê neste pássaro uma representação da Paixão - a peça de mármore abaixo poderia então ter sido concebida como uma coroa de espinhos.
Executada apenas com um cinzel de ponta e um cinzel dentado, freqüentemente usados com força e com grande energia, a combinação ajuda a criar uma sensação de "unidade de superfície" ininterrupta pelo uso da broca. O menino Cristo, em pleno relevo, está altamente finalizado. O relevo mais superficial da Virgem revela um acabamento em menor grau, assim como São João, enquanto o pano de fundo é rudemente executado. Essas variações acentuadas na textura ajudam a estabelecer o status relativo das três figuras, enquanto criam uma sensação de profundidade de composição ainda maior por não serem mais convencionalmente "finalizadas".
Muitos dos trabalhos de Michelangelo estão inacabados. Segundo o escultor e crítico francês do século XIX Eugène Guillaume, o "non finito" de Michelangelo era "um dos dispositivos expressivos do mestre em sua busca por sugestões infinitas".

## Recepção e influência
Taddeo Taddei foi patrono e amigo de Rafael, que estudou e retrabalhou o tondo em dois desenhos, os versi de A tempestade de Perugia, hoje no Louvre, e os estudos de composição da Madona do Prado, agora na Chatsworth House. Rafael retornou ao tema do corpo contorcido do Menino Jesus estendendo-se pelo colo de sua mãe na Madona Bridgewater. Logo após sua chegada à Inglaterra, o tondo de Michelangelo foi esboçado por Wilkie, que escreveu a Beaumont "sua importante aquisição do baixo-relevo de Michael Angelo ainda é o principal assunto de todos os nossos artistas. É, de fato, um ótimo complemento para o nosso estoque de arte e é a única obra que apareceu nesta latitude norte para justificar a grande reputação de seu autor". Cockerell observou em seu diário como "o assunto parece crescer do mármore e emergir para a vida. Ele assume gradualmente sua forma, surgindo de uma massa disforme, como se você rastreasse e assistisse o seu nascimento a partir da mente do escultor". Logo após sua chegada à Academia Real, o tondo foi esboçado por Constable, que publicou uma carta no Athenaeum de 3 de julho de 1830, elogiando a maneira como era iluminada, "favorecendo as partes mais acabadas e fazendo com que as menos perfeitas se tornassem massas de sombra, obtendo-se à distância todo o efeito de uma rica pintura em claro-escuro". Com seus diferentes graus de acabamento, o tondo é uma excelente peça de estudo técnico; moldes em gesso podem ser encontrados no Victoria and Albert Museum e no Fitzwilliam Museum.

## Galeria

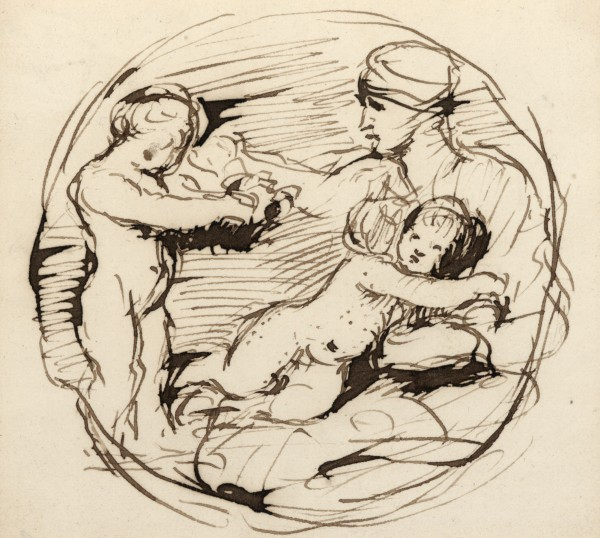
Esboço de Sir David Wilkie (c.1823)
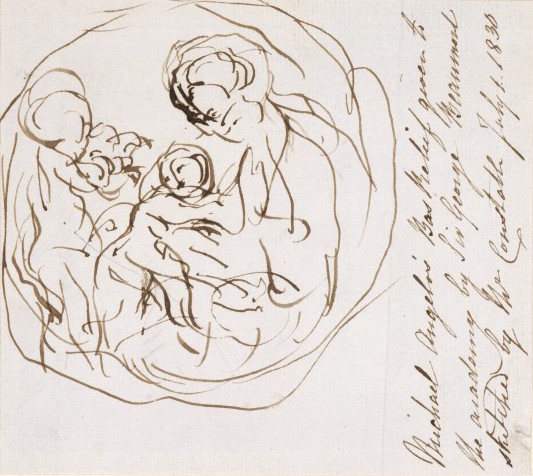
Esboço de John Constable (1830)